# Larung Gar

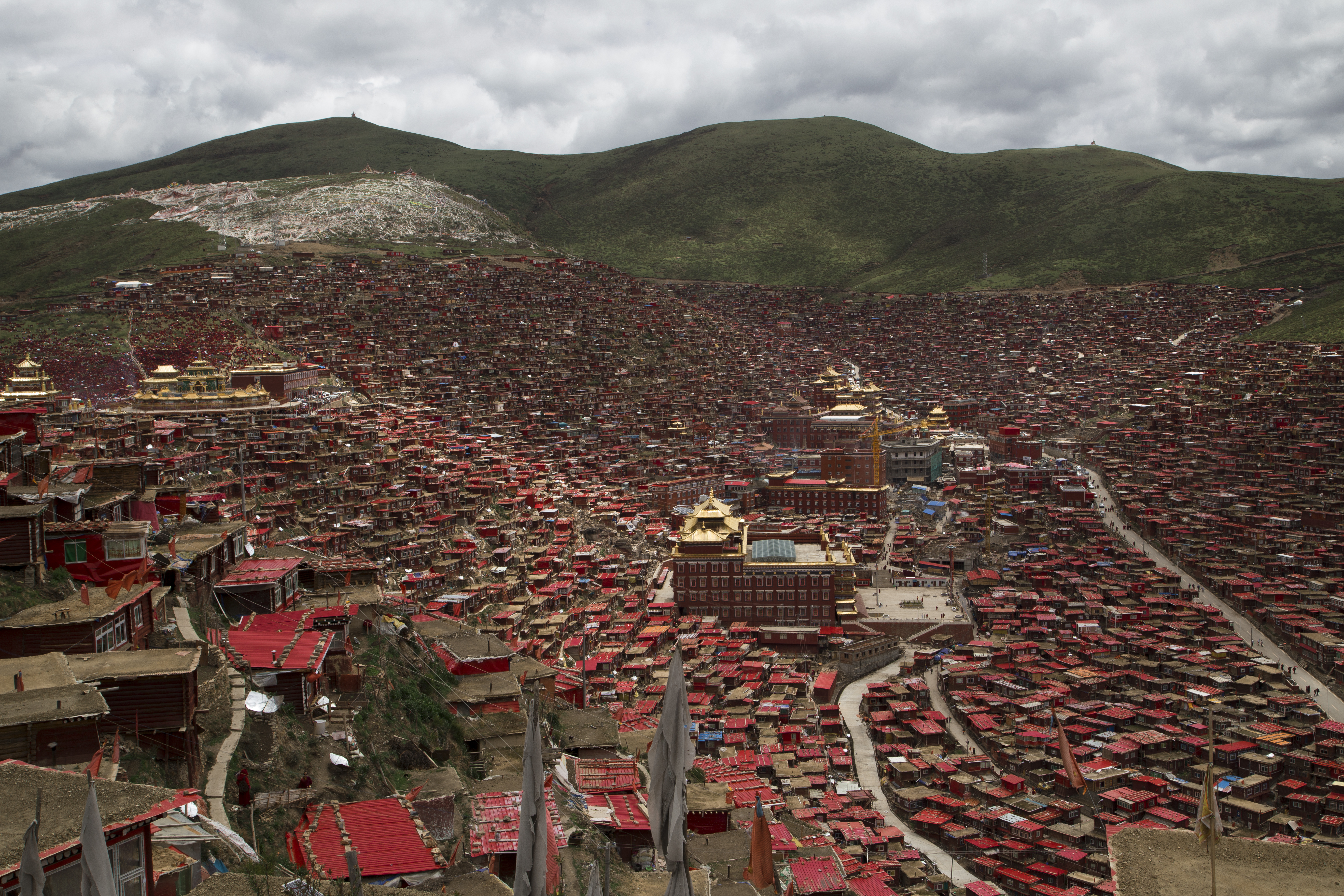
Vista del centro monástico de Larung Gar.

Larung Gar (, luoruoxiang) en el Valle de Larung es una comunidad del condado de Sêrtar de la prefectura autónoma tibetana de Garzê, en Sichuan, China, conocida como Kham. Larung Gar es el nombre local de la comunidad de estudiantes, en su mayoría tibetanos y chinos Han, que creció en torno a la Academia Budista de las Cinco Ciencias Serta Larung, fundada en 1980 por Kyabje Khenchen Jigme Phuntsok. Los residentes son monjes, monjas, portadores de votos y laicos. Larung Gar estaba considerado el mayor centro monástico budista hasta que el Gobierno chino reanudó las demoliciones en julio de 2016. 
Larung Gar comenzó con menos de una docena de estudiantes que construyeron sus residencias cerca de la residencia de retiro de Khenchen Jigme Phuntsok, y luego creció a medida que llegaban más estudiantes monásticos y laicos budistas tibetanos de la meseta tibetana. A medida que la Serta Larung Five Science Buddhist Academy crecía en reputación y tamaño, más estudiantes chinos e internacionales llegaron y construyeron residencias para recibir enseñanzas de Nyingma. Terton Khenchen Jigme Phuntsok. El lugar se considera sagrado y la Academia cumplió una antigua profecía del primer Dodrupchen Rinpoche.
La comunidad se compone de residencias y cabañas de meditación para retiros, construidas con ladrillos de barro o con madera. A medida que la comunidad creció, las monjas construyeron casas para huéspedes, y senderos para peatones conectaron los barrios con la Academia. Cerca de la plaza principal adyacente a la Gompa hay algunos restaurantes.
En 1999, según los informes, las autoridades chinas empezaron a hostigar a Larung Gar. Una primera ronda de demoliciones comenzó en junio de 2001, después de que Khenchen Jigme Phuntsok rechazara las órdenes de reducir el número de estudiantes, una decisión por la que fue detenido incomunicado durante un año según varias fuentes y el informe conjunto de 2017 de Tibet Watch y Free Tibet.
Monjes y monjas siguieron trasladándose a Larung Gar para estudiar, y se dijo que la población internacional procedente del Tíbet, China, Mongolia y de otros países asiáticos era oficialmente de 10.000 personas. En junio de 2016, las autoridades chinas ordenaron reducir el número de residentes a la mitad, a 5.000, con no más de 3.500 monjas y 1.500 monjes, ya que la enorme afluencia de personas que vivían en viviendas de bricolaje se estaba convirtiendo en un peligro para la seguridad y los incendios.
El director de Free Tibet declaró: "Está claro que la demolición de Larung Gar no tiene nada que ver con el hacinamiento: es sólo otra táctica en el intento de China de subvertir la influencia del budismo en el Tíbet."
La condena de las demoliciones de China en Larung Gar ha sido realizada por el Parlamento Europeo en 2016, y por expertos en derechos humanos de Naciones Unidas en 2017. En 2018, la preocupación por la destrucción en curso de Larung Gar y Yarchen Gar fue expresada por el Departamento de Estado de Estados Unidos. En octubre de 2020, se leyó una declaración conjunta de 39 países en la asamblea general de las Naciones Unidas sobre derechos humanos, en la que se comparaban los abusos contra los derechos humanos en el Tíbet con los de Xinjiang.

## Reeducación política
Los programas chinos de "reeducación patriótica" comenzaron en Larung Gar para los monjes y monjas residentes en abril de 2001.
La Tibetan Review', una revista con sede en Delhi, India, informa de que, según un residente local, 100 monjas y monjes que estudiaban en la Academia Budista Larung Gar y residían en Larung Gar fueron trasladados en autobús a instalaciones gubernamentales en Nyingchi después de que sus residencias fueran demolidas en 2016 cuando China comenzó a llevar a cabo una reducción forzosa del centro monástico a principios de ese año, lo que provocó su posterior desalojo forzoso. La Tibetan Review señala que la mayoría han regresado a sus hogares al cabo de dos meses, pero, al parecer, algunos estaban sometidos a una reeducación política continuada.
Según los informes, otras 500 monjas fueron sacadas de la región y enviadas a un campo de reeducación patriótica, donde se grabó un vídeo mientras se obligaba a las monjas a entonar himnos de lealtad al comunismo.
En un informe relacionado de Human Rights Watch (HRW), en noviembre de 2016, las autoridades obligaron al menos a un grupo de monjes y monjas de Larung Gar o de la cercana comunidad religiosa de Yarchen Gar a someterse a reeducación política y a una "aparente humillación pública" en Nyingchi. El informe también hace referencia a un vídeo en el que 12 monjas tibetanas, vestidas con túnicas religiosas, bailan en un escenario ante un público de funcionarios. HRW afirma que el momento y las circunstancias del vídeo indican que las mujeres son monjas tibetanas expulsadas en 2016 de Larung Gar o Yarchen Gar.
Free Tibet, la organización que difundió el vídeo, afirma que, dado que las monjas y los monjes no tienen permitido bailar o cantar con sus túnicas como entretenimiento de acuerdo con las enseñanzas del budismo tibetano, el vídeo parece indicar que lo más probable es que fueran obligados a participar en la actuación.
A principios de diciembre, se informó de que un campo de reeducación cercano en Sertar, prefectura de Karze, para más de 800 monjas de Larung Gar, estaba listo para acoger a las monjas detenidas. El informe se apoya además en imágenes por satélite de Apollo Mapping, una empresa de Boulder, Colorado, que proporcionó imágenes para el informe conjunto de 2017 de Tibet Watch y Free Tibet.
El informe conjunto también afirma que a otras 2.000 monjas se les ofrecieron residencias en "otras instituciones en el condado de Sertar" y otros condados, sin especificar, el 23 de septiembre, si se marchaban voluntariamente en un plazo de cinco días.

En octubre de 2020, se leyó una declaración conjunta de 39 países en la asamblea general de Naciones Unidas sobre derechos humanos, en la que se comparaban los abusos contra los derechos humanos en Tíbet con los de Xinjiang. La Associated Press afirma que los países "criticaron el trato de China a los grupos minoritarios, especialmente en Xinjiang y Tíbet" y que 
La declaración, predominantemente occidental, decía que sus 39 firmantes compartían las preocupaciones expresadas por 50 expertos independientes en derechos humanos de la ONU en una "carta extraordinaria" de junio en la que instaban a la comunidad internacional a "tomar todas las medidas apropiadas" para vigilar a China y "actuar colectiva y decisivamente" para garantizar que su gobierno respeta los derechos humanos. 
Un informe publicado en Foreign Policy por Kelsang Dolma afirma que el Tíbet fue el laboratorio de las violaciones de los derechos humanos que Chen Quanguo importó a Xinjiang, mientras que la antropóloga cultural Carole McGranahan autentificó un diario de torturas tibetano que también se corresponde con las tácticas de tortura chinas utilizadas con los uigures en Xinjiang.